# Wessington Springs
Wessington Springs település az Amerikai Egyesült Államok Dél-Dakota államában, Jerauld megyében, melynek megyeszékhelye is. Lakosainak száma 771 fő (2020. április 1.).

## Népesség
A település népességének változása:

| 2010 | 956 |
| 2020 | 771 |